# 邵明立
邵明立（1951年10月—），山东济南人，中华人民共和国政治人物。
1976年毕业于山东医学院。后升任国家食品药品监督管理局副局长。2005年，任局长。2008年，升任中华人民共和国卫生部副部长。2012年2月，任国家药典委员会常务副主任委员。2014年8月12日，湖南省纪委预防腐败室副主任陆群，通过其名为“御史在途”的实名认证微博账号，举报邵明立任职时期的国家食品药品监督管理局（当时为副部级；2013年升格为总局）“为利益集团代言，给数以千万计的百姓造成无比重大的经济损失。"